# Peter Lando
Peter Lando é um diretor de arte norte-americano. Como reconhecimento, foi nomeado ao Oscar 2009 na categoria de Melhor Direção de Arte por The Dark Knight.